# Bertrand de Comps
Bertrand de Comps (Comps-sur-Artuby, ... – Terra santa, 1240) fu Gran Maestro dell'Ordine degli Ospitalieri dal 1236 al 1240.

## Biografia
La prima menzione storico-documentaria riconducibile alla persona di Bertrand de Comps risale al febbraio del 1216 quando egli viene citato come semplice confratello residente in Terrasanta, ma dotato di buono spirito a tal punto che l'anno successivo egli viene indicato come Priore di Saint Giles.
Il 20 settembre 1236 venne prescelto per ricoprire la carica di Gran Maestro ed il suo fu un periodo di reggenza breve ma tranquillo, scandito da una tregua firmata con gli infedeli nel 1237 che consentì all'ordine di prosperare anche in Terra santa. Qui, infatti, gli Ospitalieri ottennero la fortezza di Noye (precedentemente dei cavalieri teutonici).
Morì in Terra santa nel 1240.

## Fonti
- Delaville Le Roulx Les Hospitaliers En Terre Sainte Et Chypre, 1100-1310 , p. 179 e seguenti